# Mikoian-Gurevici MiG-8
Mikoian-Gurevici MiG-8 Utka (în rusă Микоян и Гуревич МиГ-8 «Утка», „rață”) a fost un avion experimental sovietic realizat în anul 1945. MiG-8 a fost dezvoltat pentru a testa o configurație de tip „rață” (în engleză, canard). Prototipul avea un tren de aterizare triciclu, fiind primul avion de acest tip proiectat de Mikoian-Gurevici. A fost modificat pentru a fi testat în mai multe configurații și a fost ulterior folosit ca avion de legătură. Prototipul avea aripile în săgeată, o elice propulsivă și era echipat un motor radial Șvețov M-11 cu cinci cilindri. MiG-8 a fost folosit ca banc de probă pentru a testa aripa în săgeată a avionului MiG-15. Fiind construit din lemn și pânză, era foarte ușor.